# Эссола, Поль
Поль-Эрве́ Эссола́ Теа́мба (фр. Paul-Hervé Essola Tehamba; род. 13 декабря 1981, Дуала) — камерунский футболист, игравший на позиции полузащитника.

## Биография

### Клубная карьера
Профессиональную карьеру начинал во Франции, попал туда через футбольную академию в Камеруне, которая часто ездила на разные турниры во Франции. На одном из таких турниров, его, 13-летнего парня, пригласили в «Бастию». Там он прошёл все ступеньки академии вплоть до первой. Там же он принял французское гражданство.
В алчевскую «Сталь» его пригласил тогдашний тренер Тон Каанен. Дебют 4 марта 2007 года против донецкого «Металлурга» (3:0). Команда после первого круга шла ко дну, в итоге вылетела. Тогда его пригласил играть в «Арсенал» тренер Александр Заваров. Дебютировал 15 июля 2007 года, и снова в матче против «Металлурга». Первый гол забил 28 июля 2008 года в матче против «Нефтяника» на 10 минуте (3:0).

### Карьера в сборной
За сборную сыграл всего 14 минут на Кубке африканских наций 2008.